# Chorthippus ferdinandi
Chorthippus ferdinandi är en insektsart som beskrevs av Vedenina och O. von Helversen 2009. Chorthippus ferdinandi ingår i släktet Chorthippus och familjen gräshoppor. Inga underarter finns listade i Catalogue of Life.